# Петропавловск
Петропа́вловск (каз. Петропавл / Petropavlо файле) — город на севере Казахстана, административный центр Северо-Казахстанской области.
Самый северный областной центр Казахстана, находится в Северном Казахстане в 40 км к югу от границы с Россией, в 450 км к северо-востоку от Костаная и в 185 км от Кокшетау (по автодороге A-1), в 428 км к северу от столицы Астаны, в 278 км к западу от Омска и в 273 км к юго-востоку от Кургана.
Численность населения Петропавловска на начало 2024 года — 222 703 человек. Город занимает площадь 224,91 км2.

## Физико-географическая характеристика

### Географическое положение
Петропавловск расположен в юго-западной части Западно-Сибирской равнины, на правом берегу реки Ишим, самого длинного притока Иртыша. Недалеко от Петропавловска есть множество озёр и прудов: озеро Большое Белое, озеро Пёстрое, озера Киштибиш — 1-е, 2-е, 3-е и 4-е, озеро Малое Белое и Горькое озеро. Также в черте города можно встретить небольшие леса, в основном состоящие из берёз, также есть посадки сосны.

### Климат

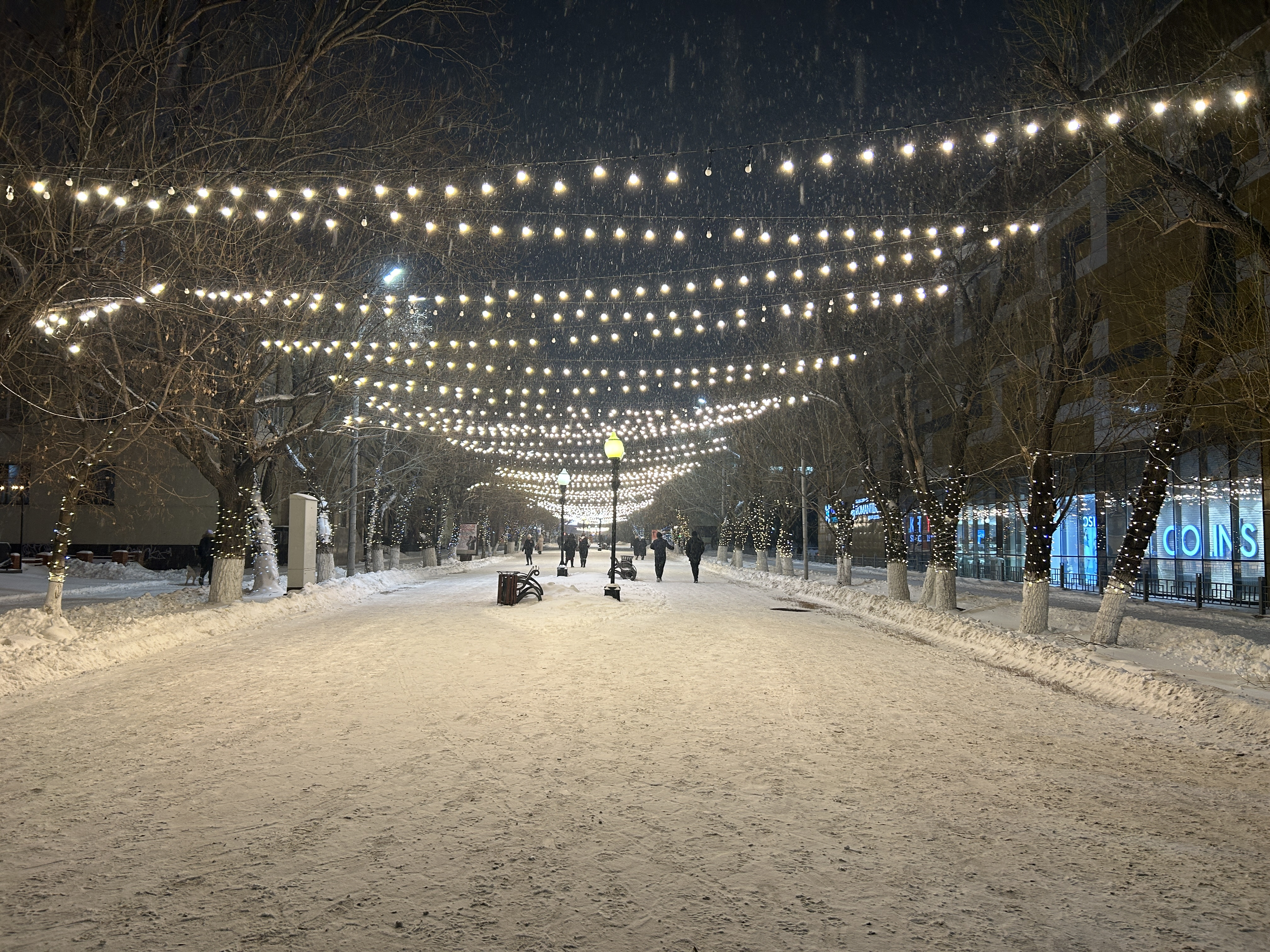
Зима в Петропавловске

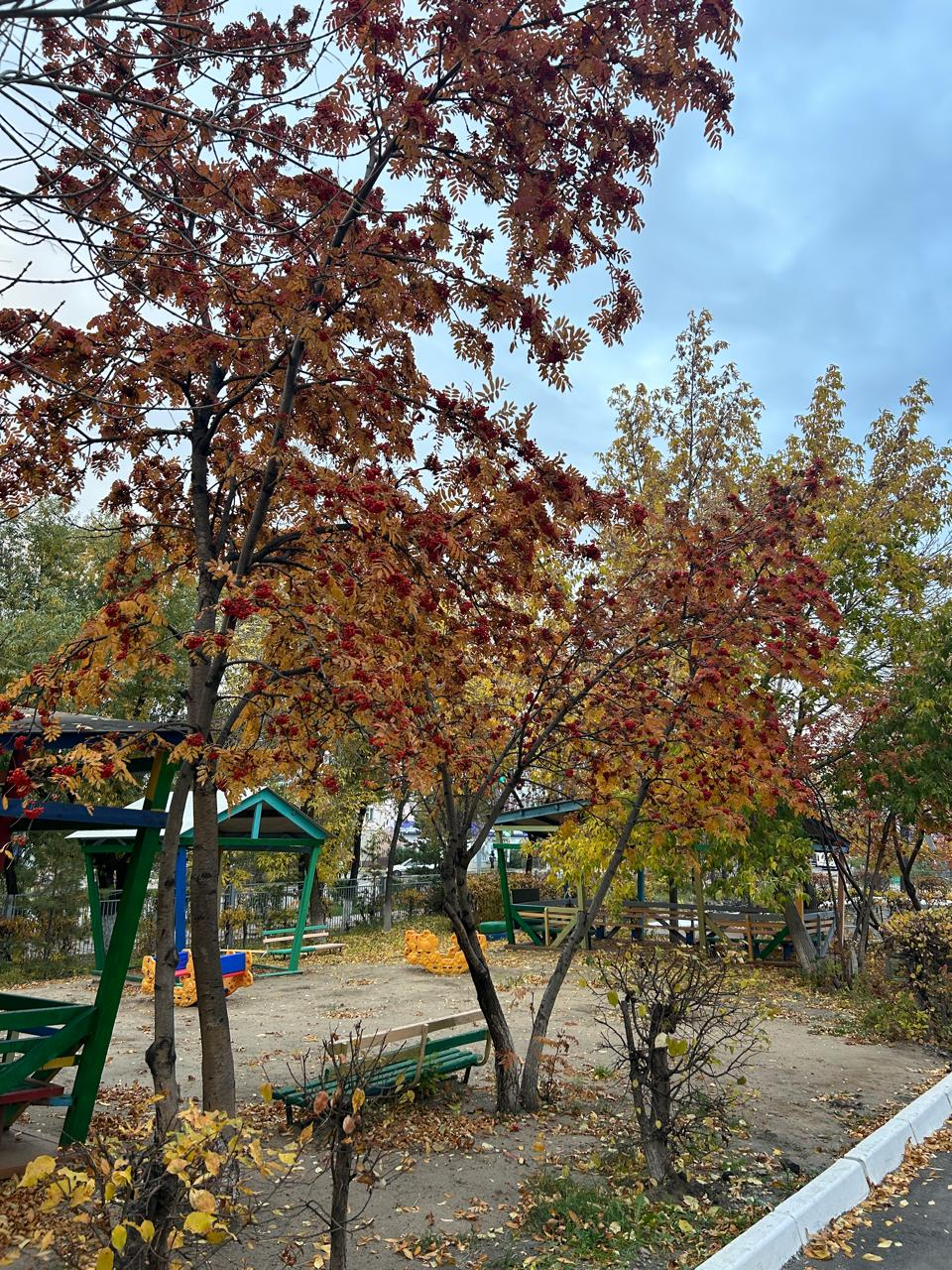
Осень в Петропавловске

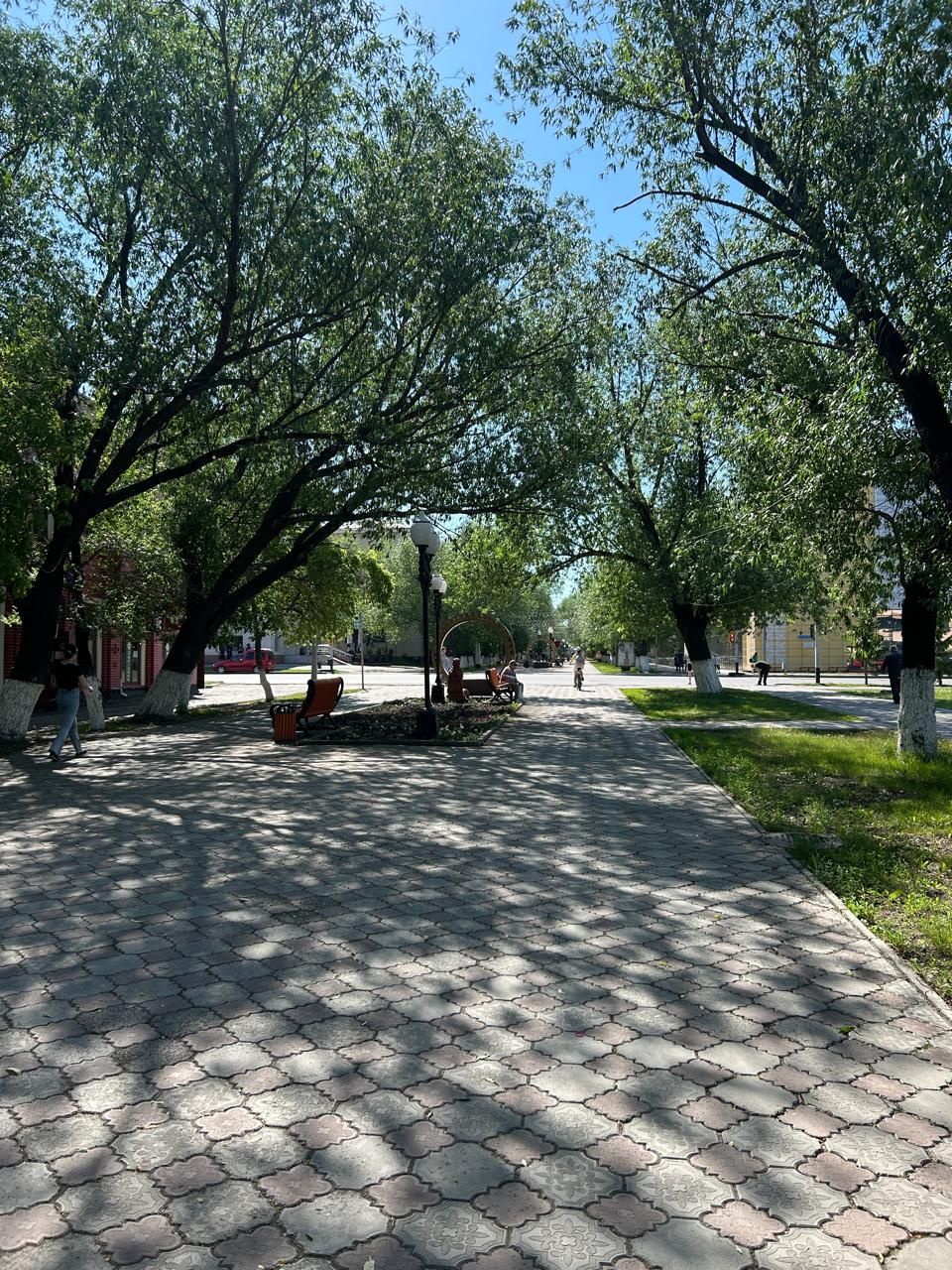
Лето в Петропавловске

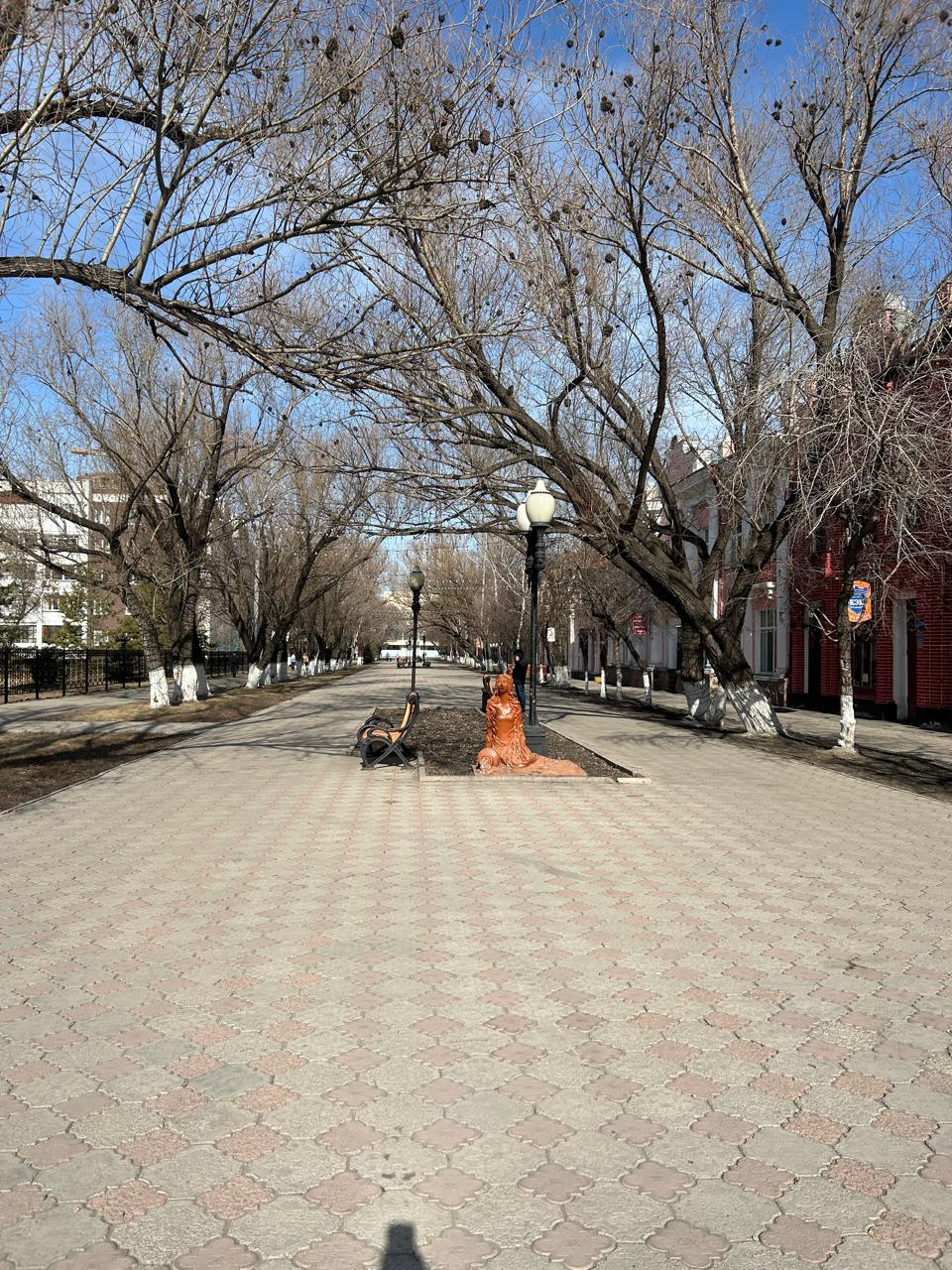
Весна в Петропавловске

Климат резко-континентальный, со значительными колебаниями температуры (зима-лето).
Весна наступает в среднем во второй половине марта и длится около 2 месяцев. В этот сезон преобладает ясная и сухая погода, с большим количеством солнечных дней, однако возможны возвраты холодов и заморозков.
Лето наступает в среднем 19 мая, длится около 3,5 месяцев и заканчивается 5 сентября, когда среднесуточная температура устойчиво снижается ниже +15°С. Оно достаточно тёплое, средняя температура июля — около +20°С, но в отдельные дни возможна сильная жара до +35—40°С, это связано с выносом тёплых воздушных масс из Ирана и Средней Азии. Летом преобладает ясная, часто засушливая погода, в отдельные годы дожди могут быть с разной частотой, от редких и вплоть до перехода в пасмурное и дождливое лето. В августе-сентябре начинается сезон дождей.
Осенью наблюдается погода от ясной в начале сезона, до пасмурной в октябре-ноябре, для данной местности характерен осенний период в течение одной-двух недель с тёплой и сухой погодой и ясным небом, посреди пасмурной и холодной осени, называемое в народе «Бабье лето». В городе нередки весенние и осенние гололёды.
Зима морозная и продолжительная (около 4-5 месяцев), начинается в начале-середине ноября и длится примерно до второй половины марта. Она сопровождается устойчивым снежным покровом высотой в среднем до 40—50 см, с преобладанием преимущественно облачной погоды, в отдельные годы с нечастыми метелями и вьюгами. Солнечных дней немного, в среднем 3-5 за месяц. Средняя температура января составляет -17°С. Зимой возможны как и сильные морозы до -35—40°С, которые могут длиться от нескольких дней до недели и более, так и оттепели до +1—3°С. Осадки выпадают в виде снега, дождь является редким явлением.
- Среднегодовая температура воздуха — +2,3 °C.
- Относительная влажность воздуха — 73,8 %.
- Средняя скорость ветра — 4,3 м/с.
- Среднегодовое количество осадков — 379 мм.

| Показатель | Янв.  | Фев.  | Март  | Апр.  | Май   | Июнь | Июль | Авг. | Сен. | Окт.  | Нояб. | Дек.  | Год  |
| --- | ----- | ----- | ----- | ----- | ----- | ---- | ---- | ---- | ---- | ----- | ----- | ----- | ---- |
| Абсолютный максимум, °C | 4,5   | 6,7   | 14,5  | 31,0  | 37,2  | 40,3 | 40,5 | 38,6 | 33,6 | 26,7  | 15,6  | 3,7   | 40,5 |
| Средний суточный максимум, °C                                                                                               | −11,2 | −10,2 | −3    | 9,1   | 18,9  | 24,6 | 25,5 | 22,6 | 16,3 | 8,1   | −4,2  | −9,9  | 7,2  |
| Средняя температура, °C | −15,9 | −14,9 | −7,6  | 3,9   | 12,7  | 18,2 | 19,7 | 17,3 | 11,1 | 4,0   | −7,2  | −13,6 | 2,3  |
| Средний суточный минимум, °C                                                                                                | −19,4 | −19,2 | −12,8 | −1,1  | 6,0   | 11,9 | 14,1 | 11,4 | 5,5  | −0,6  | −11,7 | −17,9 | −2,8 |
| Абсолютный минимум, °C | −48   | −42,5 | −36,8 | −26,4 | −17,6 | −2,6 | 1,3  | −4   | −9,4 | −25,6 | −37,5 | −45   | −48  |
| Норма осадков, мм | 22    | 17    | 16    | 22    | 31    | 37   | 66   | 47   | 33   | 30    | 30    | 27    | 379  |
| Источник: NASA. База данных RETScreen (англ.). Дата обращения: 29 июля 2019. Архивировано из оригинала 4 февраля 2016 года. |       |       |       |       |       |      |      |      |      |       |       |       |      |

## Население
| 1923     | 1939     | 1959     | 1970     | 1979     | 1989     | 1999     |
| -------- | -------- | -------- | -------- | -------- | -------- | -------- |
| 37 276   | ↗91 660  | ↗131 453 | ↗172 911 | ↗206 559 | ↗241 360 | ↘203 523 |
| 2009     | 2017     | 2021     | 2023     |          |          |          |
| ↘201 446 | ↗216 406 | ↗222 636 | ↘222 044 |          |          |          |

Национальный состав (на начало 2023 года):
- русские — 119 210 чел. (53,68 %)
- казахи — 73 911 чел. (33,28 %)
- украинцы — 7340 чел. (3,31 %)
- татары — 6838 чел. (3,08 %)
- немцы — 5497 чел. (2,48 %)
- белорусы — 1607 чел. (0,72 %)
- поляки — 1404 чел. (0,63 %)
- азербайджанцы — 871 чел. (0,39 %)
- армяне — 681 чел. (0,31 %)
- таджики — 645 чел. (0,29 %)
- башкиры — 269 чел. (0,12 %)
- и другие — 3 803 чел. (1,71 %)

Всего — 222 076 чел.

## Символика города

### Герб города

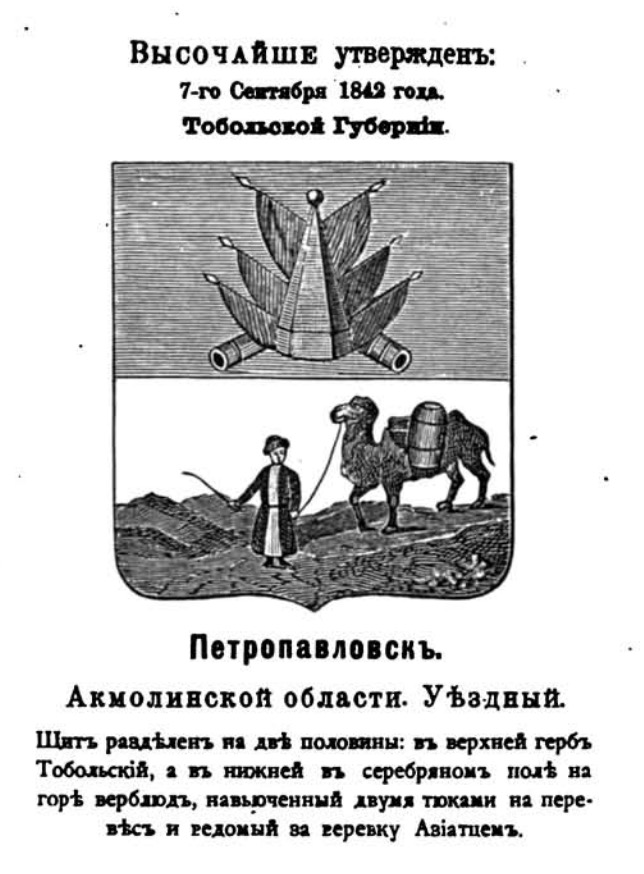
Дореволюционный герб Петропавловска

Первый герб уездного города Петропавловска Тобольской губернии утверждён 7 сентября 1842 года (законом № 16351): В верхней половине щита герб Тобольский. В нижней «в серебряном поле на горе верблюд, навьюченный двумя тюками наперевес и ведомый за верёвку азиатцем».

Современный герб Петропавловска

Современный герб выполнен в виде окружности с традиционным казахским орнаментом по периметру и представляет собой стилизованный скифский щит. В орнамент герба вписывается шанырак, который делит окружность на 4 части, в каждой из которых изображены 4 основных элемента, характеризующих Петропавловск начала XXI века. В верхнем секторе располагается ключ — символ географического положения города, «Северные ворота Казахстана». Далее следует сноп пшеницы, представляющий значение для города сельского хозяйства и предприятий по переработке сельхозпродукции. В нижней части изображена раскрытая книга, символизирующая высокий культурный и образовательный уровень города. Следующий сектор занимает шестерня — промышленность и производство. Завершает композицию лента с названием города на государственном языке.

## История

### Ранняя история Петропавловска
Древний Петропавловский могильник принадлежит к алакульской культуре.
Территория современного Петропавловска до вхождения в состав Российской империи входила в территорию Среднего жуза казахов.
Петропавловск был основан на месте урочища Кызыл-Жар, где казахи являлись коренным населением.

### В составе Российской империи
Крепость святого Петра

Карта Тобольского наместничества, 1792 год. Крепость св. Петра в южной части.

Резиденция Абылай-хана в Петропавловске

В 1752 году в царствование Елизаветы Петровны Сенат в целях укрепления южных рубежей Российской империи признал необходимым срочно начать строительство новой Ишимской линии. Указом Сената от 25 февраля 1752 года генералу Киндерману предписывалось построить линию укреплений от Омской крепости на Иртыше до урочища Звериная Голова на Тоболе. В том же году на юге Сибири началось строительство Ново-Ишимской оборонительной линии. Она пролегла на 50—200 вёрст южнее уже имеющейся Ишимской оборонительной линии. Одной из крепостей линии была крепость Святого Петра на Ишиме.
В июне 1752 года к урочищу на реке Ишим двинулась экспедиция, состоявшая из драгун Луцкого полка, пеших солдат Нотебургского полка и батальона Вологодского драгунского полка; всего — почти 2 тысячи человек. У небольшого бора, расположенного против пойменного озера Бабашево, драгуны переправились на правый берег Ишима. Два крутых оврага, ограничивавших строительную площадку, выходили к Ишиму и вместе с обрывистым берегом широкой (до 47 м) реки создавали естественную преграду неприятелю. Экспедиции предстояло в короткий срок построить крупное укрепление, крепость Св. Петра, и восточнее него два малых — крепости Полуденную и Лебяжью, а между ними 8 редутов. Учитывая скорое наступление холодов, решили укрепления строить деревянные.
Крепость на Ишиме имела форму правильного шестиугольника площадью около 2 гектаров. По углам его на равном расстоянии располагались бастионы, соединённые между собой куртинами. Бастионы, выходящие к реке, именовались Нагорный и Ишимский. Общая длина крепостной ограды составляла более 1,3 км. В бастионах размещались пушки, внутри крепости — казармы, конюшни, офицерские дома, гарнизонная церковь, пороховой погреб и др. помещения. Тяжёлые работы, а также плохое питание и ранние холода изнуряли солдат и казаков. Люди болели, многие умирали, участились побеги.
В начале октября выпал снег и работы были остановлены. В укреплении остались кроме офицеров 50 драгун и 40 солдат. В тяжёлых зимних условиях небольшой гарнизон обеспечивал постоянное наблюдение за степью, следил, не подаются ли сигналы бедствия с близлежащих редутов. С Россией крепость связывала цепочка почтовых станций. Весной 1753 года строительство возобновилось.
Редуты и крепости новой линии были построены в 1752—1755 годах. С началом их строительства военными была проложена дорога от Омской крепости до крепости святого Петра и далее на север вдоль реки Ишим до Коркинской слободы, а затем к Тобольску — Линейный (Петропавловский) тракт.
Площадь крепости скоро оказалась застроенной до предела, и некоторые помещения стали строиться за стенами крепости. Так, впоследствии образовался Верхний форштадт — на горе, а в Подгорье — Нижний форштадт. В Нижнем форштадте разместились казачья станица, госпиталь и слесарня. В целях безопасности предместье было обнесено оградой. Въезд и выезд из него охранялся специальными караулами.
Как и другие укреплённые пункты в Сибири, крепость Св. Петра усиливалась в военном отношении: увеличивался гарнизон, деревянные стены и бастионы заменяли земляными. Перестроены казармы, сооружён «посольный дом» для приёма представителей Коканда. По указанию Сената для работ использовались колодники, сосланные в Сибирь на каторгу (до 100—300). В 1772 году при крепости было уже два предместья: нагорная часть и подгорье. Росло купеческое сословие, так как крепость становилась крупным политическим и экономическим центром Приишимья.
Благодаря Абылай-хану крепость становится крупным пунктом меновой и транзитной торговли, что повлияло на экономическое развитие степи. Здесь сходились торговые пути из России и Средней Азии.
Местные казахи заимствовали у переселенцев навыки сенокошения, землепашества, рыболовства, ветеринарии и т. п.
В 1782 году в крепости Св. Петра в присутствии генерал-губернатора Уфимского и Симбирского наместничеств И. В. Якоби состоялось торжественное принятие присяги на подданство русскому правительству султаном Среднего жуза Вали-ханом — он был официально конфирмован в ханы со стороны Российской империи.
Город Петропавловск
В декабре 1804 года Сенат, на основании Высочайшего Указа от 24 октября 1803 года, опубликовал перечень городов, в которых находятся крепости, где полагалось воинскими людьми управлять комендантам крепостей, а полицию над домами гражданскими предоставить гражданскому ведомству, куда и вошла крепость св. Петра.
В 1807 году укрепление переименовано в город Петропавловск с присоединением к Тобольской губернии. 7 сентября назначен первый городничий в крепость Св. Петра (отставной майор Левашов с окладом в 300 рублей).

Карта Омской области, 1825 год.

Именным указом от 22 января 1822 года «О разделении Сибирских Губерний на Западное и Восточное Управления» Сибирь была разделена на Западную (центр — Тобольск) и Восточную (центр — Иркутск). Петропавловск был причислен к городам средним и стал окружным городом вновь образованной Омской области, отнесённой к Западному главному управлению.
В 1824 году был образован Петропавловский округ Омской области с центром управления в Петропавловске, где были открыты присутственные места. В 1825 году было организовано городское управление. В том же году составлена первая городская смета и назначен первый городской староста, которым стал купец Ф. Зенков.
16 апреля 1838 года Петропавловск сделан заштатным городом Ишимского уезда Тобольской губернии, так как Омскую область упразднили.

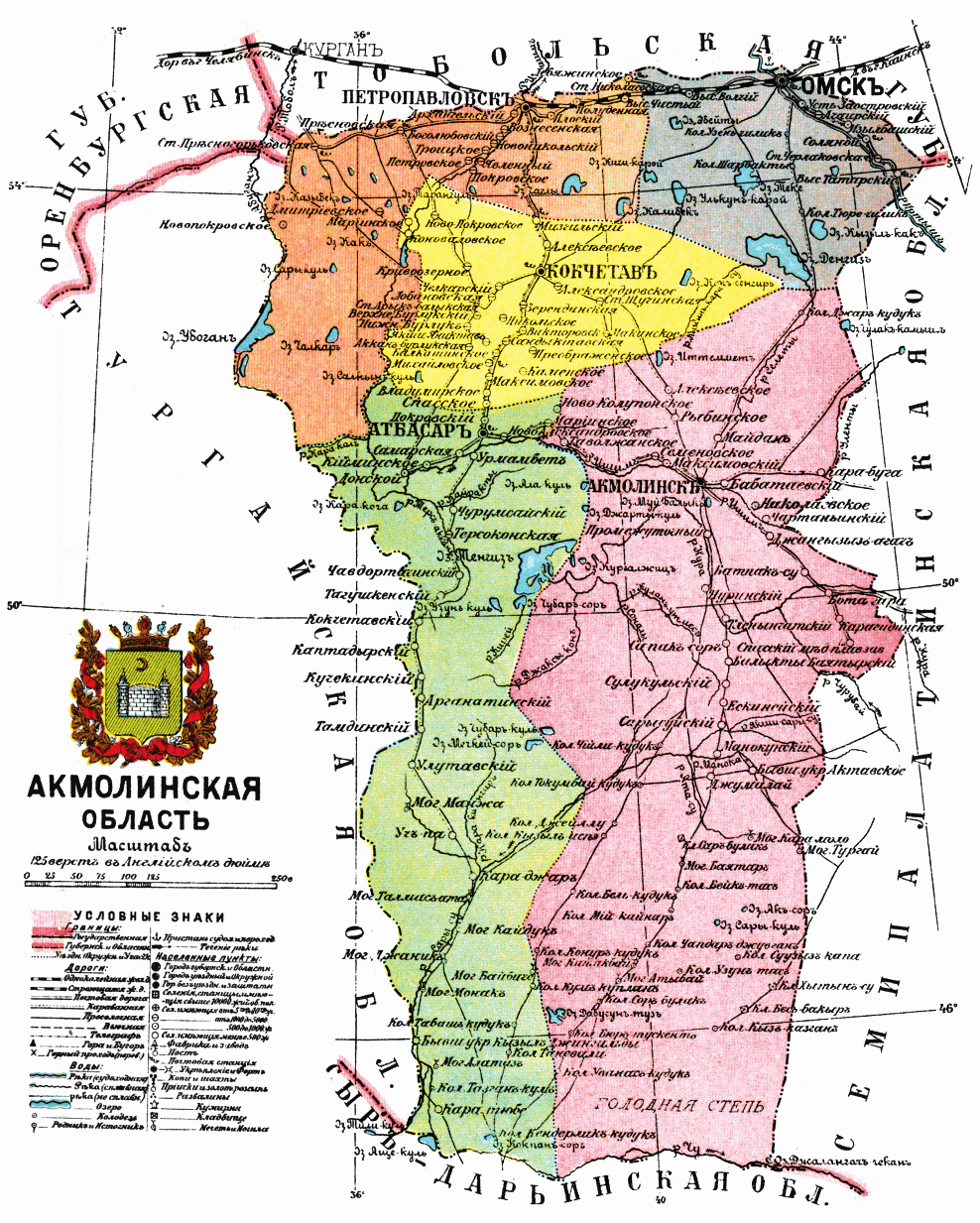
На карте Акмолинской области, 1913 г.

В 1868 году, 4 ноября, при образовании Акмолинской области (существовала в 1868—1919 гг.) с центром в городе Омске, Петропавловск стал уездным городом в этой области.
Во время войны с Наполеоном горожане и крестьяне дважды отправляли рекрутов и добровольно пожертвовали на защиту Отечества около 30 тыс. руб.
11 мая 1849 году вспыхнул пожар, истребивший 450 домов. После этого началась новая застройка по утверждённому императором плану. Автором плана был архитектор Д. С. Черненко, который не учёл особенности почв и рельефа, и Подгорье не раз тонуло в весенние паводки.
Переселение крестьян из Европейской России и строительство Сибирской железной дороги способствовали развитию города.
К 1896 году в 2 верстах от уездного города Петропавловска была построена железнодорожная станция Петропавловск Южно-Уральской железной дороги на проложенной линии от станции Челябинск до Новониколаевска в составе транссибирской железнодорожной магистрали. Движение поездов был открыто в 1896 году.
Маслоделательное производство Петропавловска поставляло масло в Петербург, Москву, Ригу, Ревель, Одессу, Самару, Владивосток, а также в Англию, Германию и Данию. Крупными были кожевенный завод братьев Зенковых, завод по переработке кишок швейцарца Акколы.
По переписи 1897 года в Петропавловске проживали 19 688 человек. Основную массу составляли русские (10 600 чел.), казахов насчитывалось около 2201 чел. Значительную группу составляли татары-переселенцы (6129 чел.).
Долгое время отличительной чертой города оставался низкий уровень благоустройства, отсутствие канализации, захламлённость улиц, антисанитарное состояние базаров и скотобоен, что способствовало распространению болезней. Город имел одну больницу на 10 коек. К 1900 году в городе насчитывались 13 учебных заведений, в том числе одно пятиклассное, одна прогимназия женская, две церковно-приходские школы, одно приходское училище, две станичные школы, шесть татарских школ.
По источнику «Города России в 1910 году» СПб, 1914 г. в Петропавловске в 1910 году проживали 37 973 чел., из них по национальному составу: русских — 72,8 %, турко-татар — 25,2 %, поляков — 0,5 %, евреев — 1,1 %, немцев — 0,2 %, финнов — 0,2 %.
Построенный в 1915 году консервный завод стал крупнейшим предприятием города, на нём работали 100 человек.
В начале XX века в городе действовали девять мечетей: шесть каменных и три деревянных.

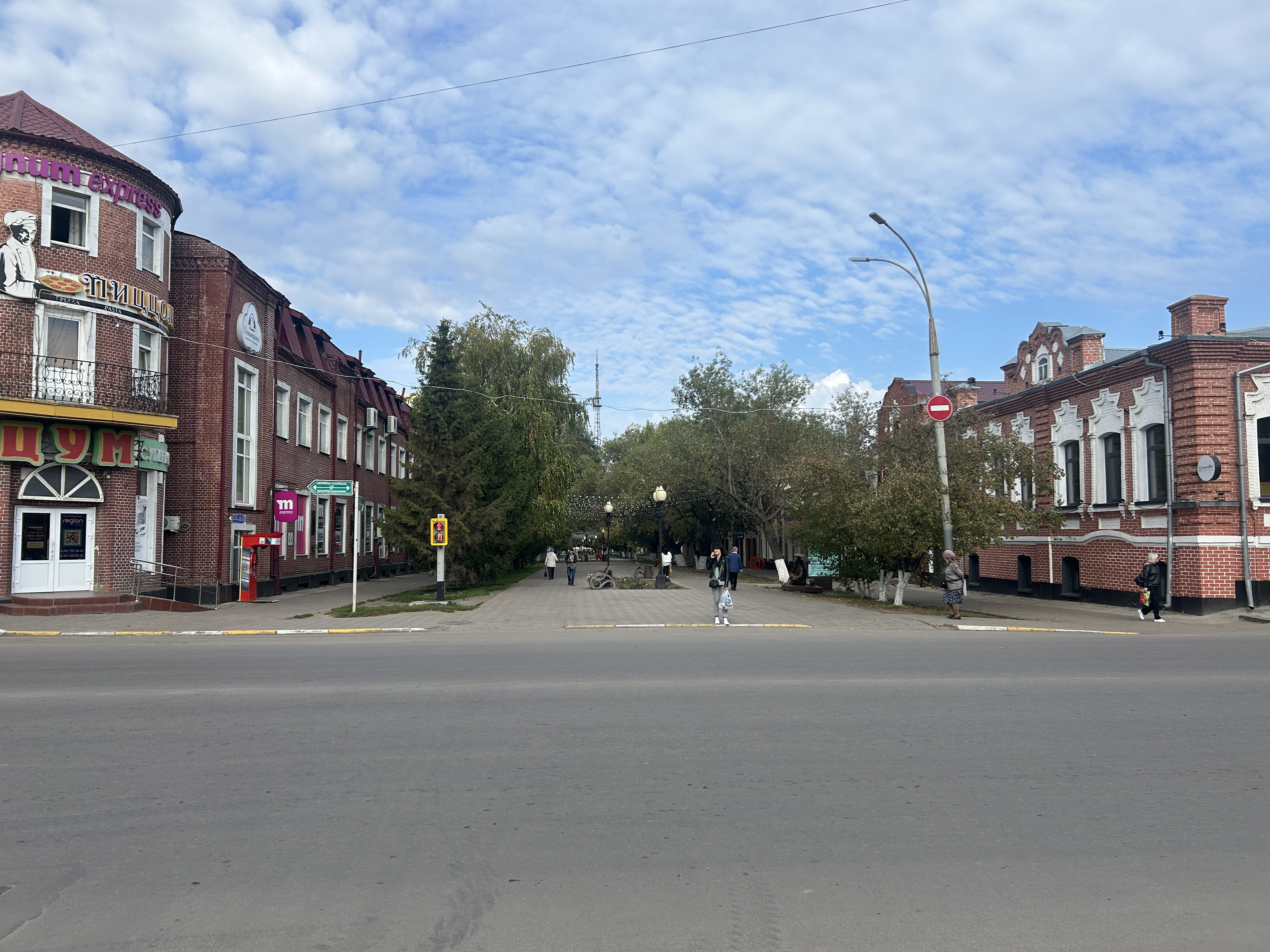

### В советский период
В 1918 году Петропавловск стал одним из центров белого движения. 31 мая сибирские казаки старшины В. И. Волкова при поддержке чехословаков свергли советскую власть. Комендантом города стал полковник Панкратов. Идеологическим обоснованием сопротивления стала поддержка Учредительного собрания. В ходе петропавловской операции 5-й армии 31 октября 1919 года в городе была восстановлена советская власть.
В 1919—1921 гг. Петропавловск — уездный город Омской губернии РСФСР.
26 августа 1920 года подписан декрет ВЦИК и СНК РСФСР об образовании Автономной Киргизской республики (1920—1925 гг.), впоследствии Казакская АССР. Тогда четыре уезда Омской губернии РСФСР (существовала в 1919—1925 гг.) (Атбасарский, Акмолинский, Кокчетавский и Петропавловский) временно оставались в ведении Сибревкома до окончательного решения Чрезвычайной полномочной комиссии КазЦИК по приёму данной территории. Две главные задачи стояли перед комиссией. Во-первых, подготовить условия для проведения управленческой реформы, в результате которой Петропавловск из уездного города должен был стать административным центром Акмолинской губернии. Во-вторых, установить границы этой губернии с другими губерниями РСФСР. 26 апреля 1921 года вышло постановление Чрезвычайной полномочной комиссии КазЦИК о приёме и организации Акмолинской губернии с административным центром в городе Петропавловск.
С 26 апреля 1921 года до 17 января 1928 года Петропавловск — административный центр Акмолинской губернии Киргизской (с 1925 — Казакской) АССР, существовавшей в 1920—1928 годах.
С 17 января 1928 года до 10 мая 1928 года Петропавловск — административный центр Кызыл-Жарского округа Казакской АССР.
С 10 мая 1928 года до 17 декабря 1930 года Петропавловск — административный центр Петропавловского округа Казакской АССР.
С 17 декабря 1930 года до 10 марта 1932 года Петропавловск находится в прямом управлении республиканской власти Казакской АССР.
В 1932—1936 гг. Петропавловск — административный центр Карагандинской области Казакской АССР.
С 1936 года и по настоящее время Петропавловск — областной центр созданной Северо-Казахстанской области в составе Казахской ССР и с 1991 года Республики Казахстан.

Улица Нурсултана Назарбаева

В 1941 году в СССР началась Великая Отечественная война; многие заводы тяжёлого машиностроения были эвакуированы в глубокий тыл. В то время глубоким тылом являлся и Петропавловск. Такие действующие в Петропавловске заводы, как Завод им. В. И. Ленина, Завод им. С. М. Кирова, Завод имени В. В. Куйбышева, были построены в Петропавловске для выпуска тяжёлой техники, то есть танков, бронетранспортёров и т. д. На начало 2024 года заводы изготавливают и собирают нефтяное оборудование, железнодорожные пассажирские и грузовые вагоны и различную мелкую технику.

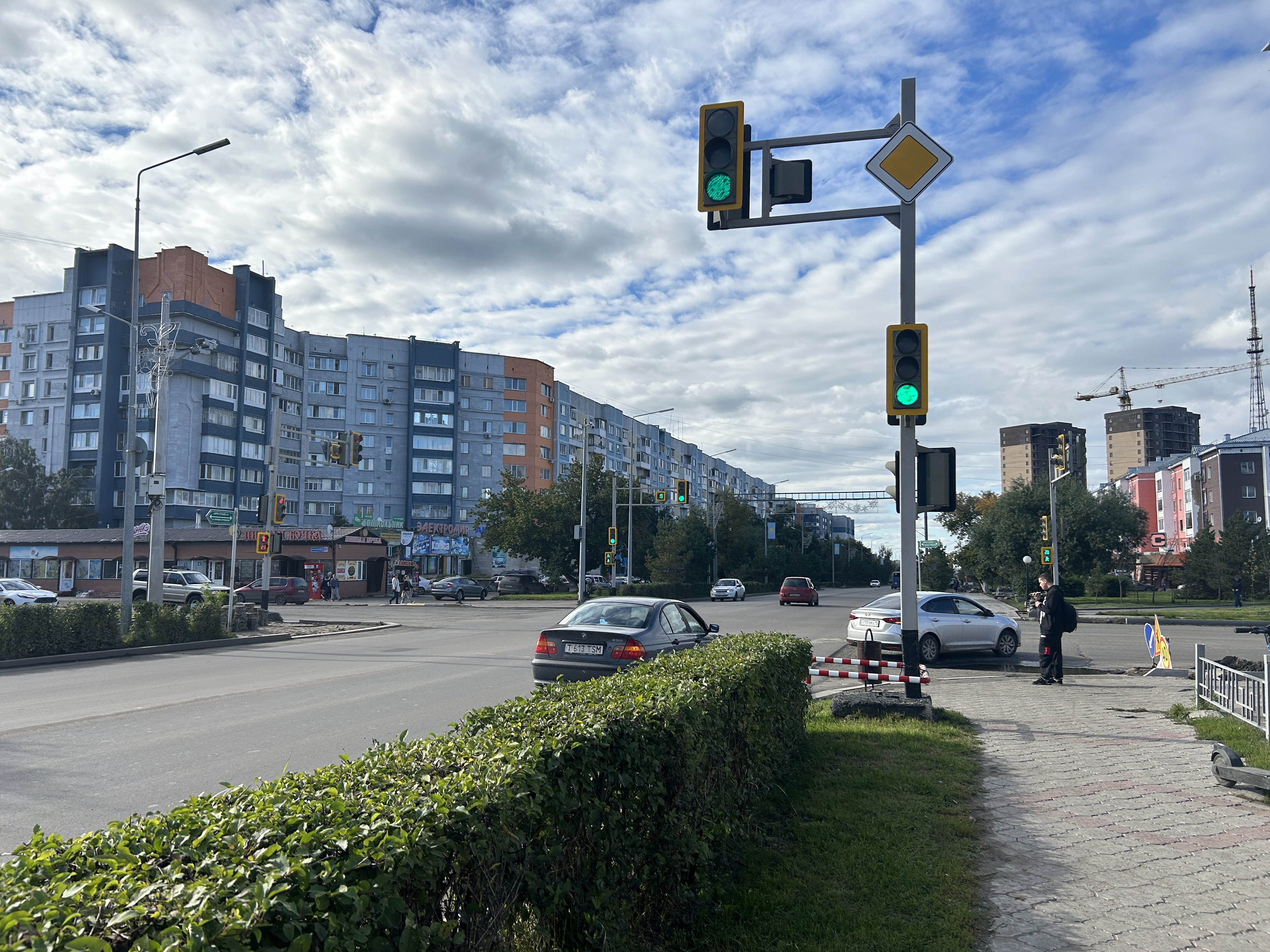

### В составе независимого Казахстана

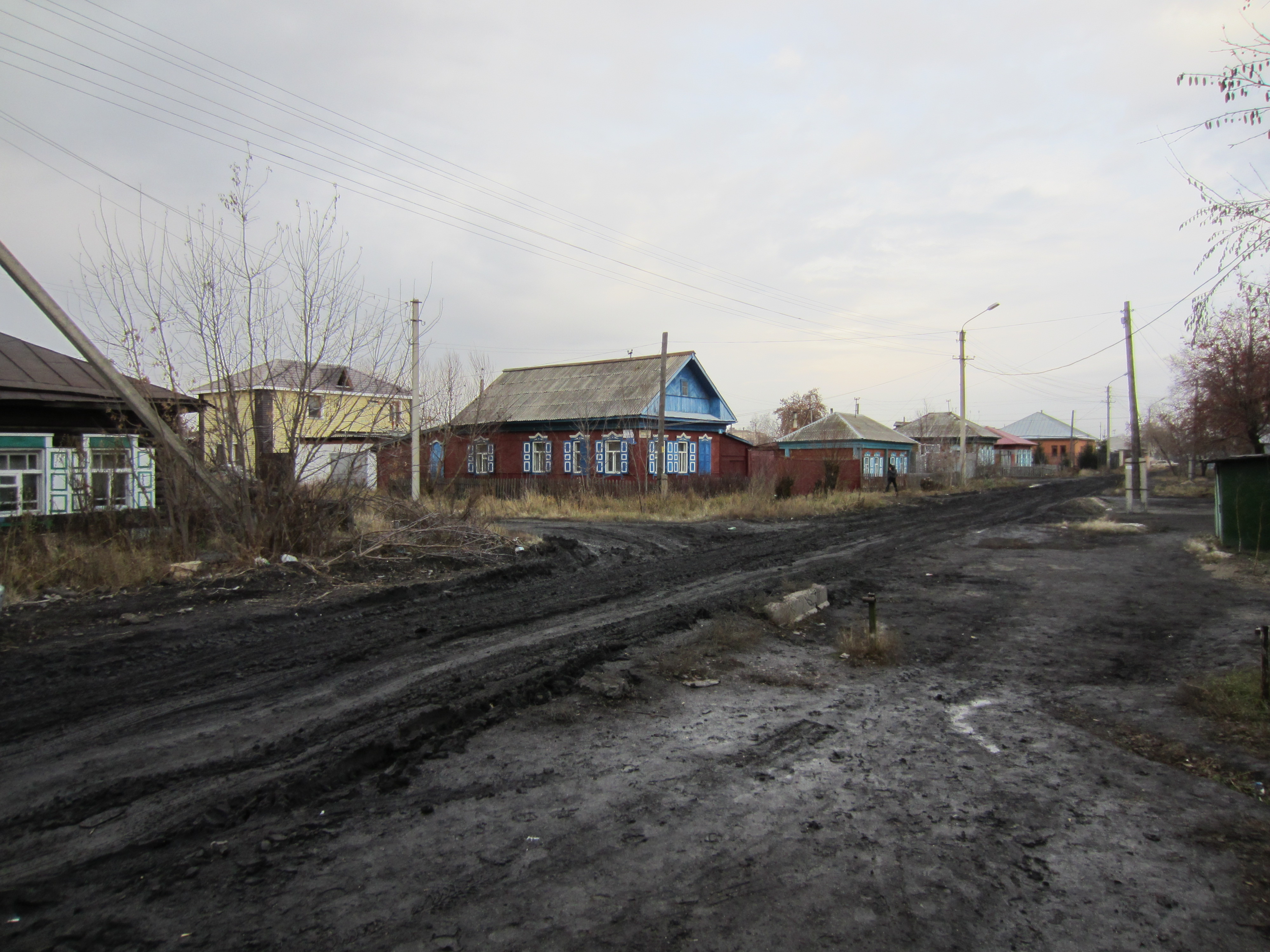
Дома в Петропавловске

В 2008 году принял участие в смотре-конкурсе «Лучший город СНГ», на котором был удостоен трёх грантов, в том числе гранта «За сохранение историко-культурного наследия».
В 2014 году троллейбусная система упразднена.
27 ноября 2018 года расположенные на территории городского акимата Петропавловска сельские населённые пункты село Куйбышевское, село Новопавловка, село Тепловское, Остановочный пункт 2629 были включены в состав непосредственно города Петропавловска. Код КАТО — 591000600.
Осенью 2022 года, после объявления частичной мобилизации в России Петропавловск благодаря приграничному расположению и безвизовому режиму становится одним из главных транзитных центров для российских эмигрантов.
В 2023 году встал вопрос о переименовании города Петропавловска в Кызылжар, но городской аким заявил, что данный вопрос должен быть решён путём народного голосования.

## Экономика
Объём продукции обрабатывающей промышленности за 2009 год составил 32,9 млрд тенге, в общем объёме: машиностроение — 13,7 млрд тенге.

### Петропавловский завод тяжёлого машиностроения
Завод в Казахстане, выпускающий сложную буровую и специальную технику для нефтедобывающих компаний, АО «ПЗТМ». Объём производства на предприятии составил 2,9 млрд тенге.
История Петропавловского завода тяжёлого машиностроения начинается в первые послевоенные годы. Постановлением Совета Министров СССР от 5 ноября 1948 года было принято решение о строительстве завода тяжёлого машиностроения в городе Петропавловске. Проектирование и строительство заняли долгих 12 лет, первую продукцию завод выпустил в 1961 году. «ПЗТМ» вошёл в состав министерства оборонной промышленности СССР и основной специализацией стали ракетные комплексы сухопутных войск.
На предприятии выпускались многие широко известные системы вооружения:
- Пусковая установка ракетного комплекса «Скад»;
- Пусковой комплекс «Ока»;
- Полнокомплектный ракетный комплекс «Точка».

В 1989 году после подписания договора между СССР и США «О ликвидации ракет средней и малой дальности», в который был включён комплекс «Ока», на предприятии началась интенсивная конверсия.
В 1998 году руководством завода было принято решение специализироваться на производстве нефтедобывающего и нефтехимического оборудования, в котором остро нуждался бурно растущий нефтяной комплекс Казахстана.
Также начиная с 1994 года АО «ПЗТМ» выпускает оборудование и путевой инструмент для ремонта и обслуживания верхнего строения железнодорожных путей. В 1999 году получено право на клеймо № 1222 МПС России и организовано серийное производство ответственных запасных частей к подвижному составу.
В 2003 году АО «ПЗТМ» постановлением правительства РК № 244 от 13.03.2003 было включено в состав АО «Национальная Компания „Казахстан Инжиниринг“».
Сегодня акционерное общество «Петропавловский завод тяжёлого машиностроения» является ведущим казахстанским производителем нефтегазового оборудования.

### Иные производства
- АО «ЗИКСТО» — производитель железнодорожных полувагонов[29].
- АО «Мунаймаш» освоил производство нефтяных скважинных насосов, нестандартного оборудования и современные технологии обработки длинномерных тел вращения.
- АО «Завод им. С. М. Кирова» освоен серийный выпуск оборудования и приборов для железнодорожного комплекса[30].
- ТОО «Завод быстровозводимых зданий и сооружений» по выпуску металлоконструкций.
- ТОО «Петропавловский трубный завод» по производству сварных металлических труб.
- ТОО «Петропавловский завод полимерных материалов» по производству полиэтиленовой плёнки.
- Сфера энергетики представлена Петропавловской ТЭЦ-2.
- ТОО «ПЛВЗ» (Петропавловский ликёроводочный завод) — одно из крупных предприятий пищевой промышленности.
- ТОО «ЗМО» — завод многопрофильного оборудования. Производит буровое оборудование[31].

## Образование
В Петропавловске действуют 43 организации дошкольного образования, 38 общеобразовательных школ, 13 колледжей, 5 высших учебных заведений.

## Религия
Традиционными конфессиями Петропавловска являются ислам и христианство.

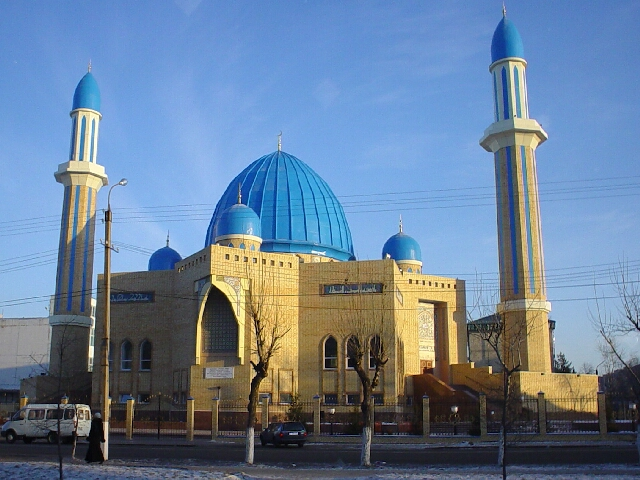
Мечеть в Петропавловске

В начале XX века в Петропавловске насчитывались шесть каменных и три деревянных мечети. Первая каменная мечеть была построена под горой с соизволения императрицы Екатерины II в 1795 году. Шестая каменная мечеть построена купцом Валитом Янгуразовым и его сыном в 1882 году. Кроме подгорной мечети, остальные пять каменных мечетей были построены в татарской слободе, примыкающей к центру города с западной стороны. Из них одна — на закрытом в 1849 году мусульманском кладбище в центре города. К началу XXI века в городе сохранились в различной степени сохранности пять зданий каменных мечетей из шести и ни одной из трёх деревянных мечетей, функционировавших в начале века.
Первая соборная мечеть — двухэтажная каменная мечеть, была построена в 1860 году на деньги купца А. Мусатаева. В 1930-е годы была закрыта. Здание использовалось под цех хлебокомбината. Находилась на ул. Первомайской (бывшей Почтамтской).

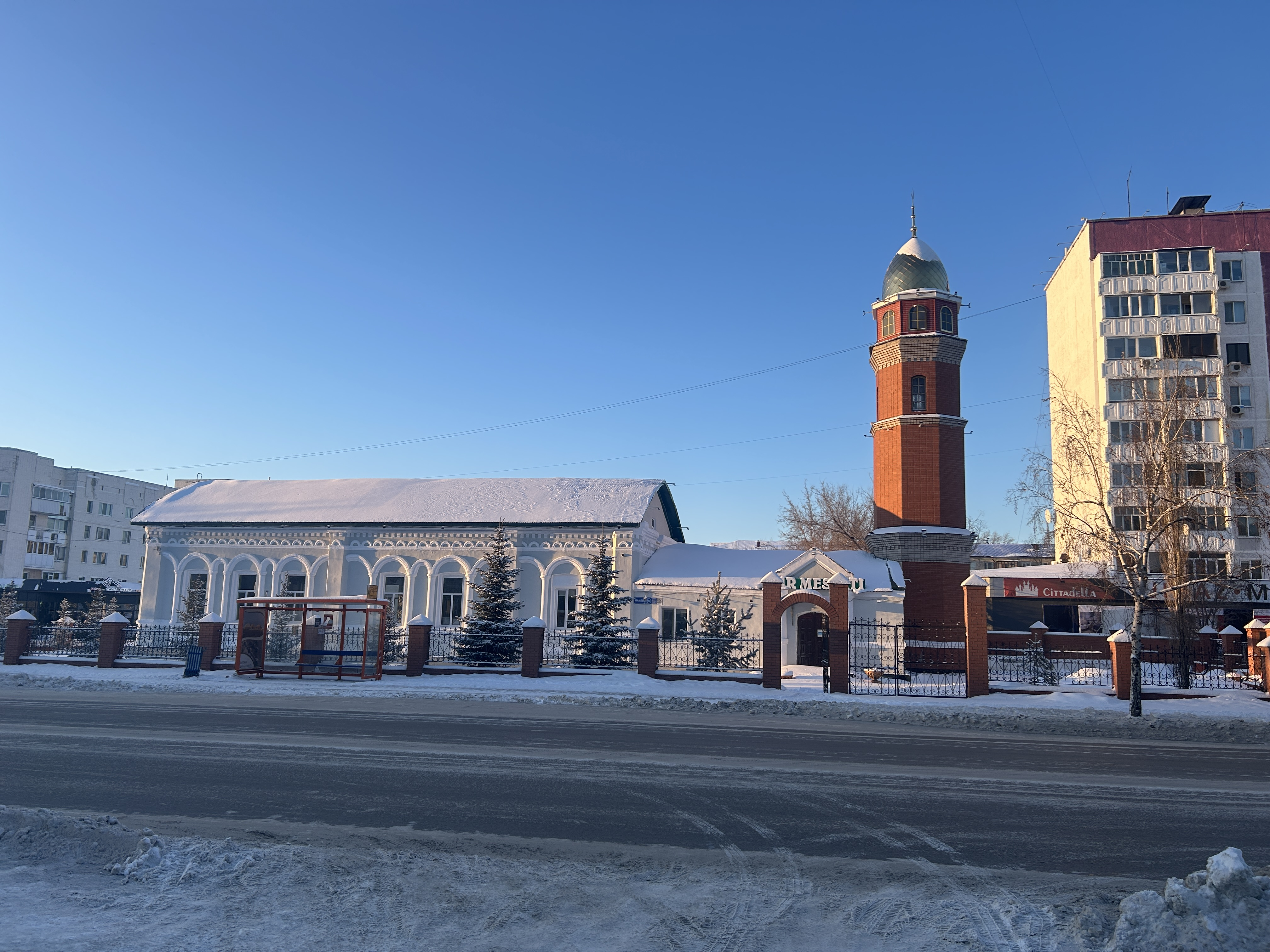
Мечеть Нур

Вторая соборная мечеть (Касымовская, Подгорная) — каменная мечеть, была построена в 1795 году по личному указанию Екатерины II. Она являлась первой каменной мечетью в казахской степи и одним из первых каменных зданий в самом городе. В 1801 году частично разрушилась от удара молнии, перестроена в конце 1820-х годов. В 1930-е годы закрыта. В настоящее время здание используется как сауна. Находится по адресу ул. Комитерна (бывшая Большая).
Третья соборная мечеть (Муратовская) — каменная мечеть, построена в 1868 году на средства купца С. Муратова на территории закрытого в 1849 году мусульманского кладбища, которое располагалось между улицами Ленина, Кирова, Горького и Пролетарской. После Великой Отечественной войны при строительстве обкома партии мечеть была снесена, на её месте мечети был построен детский сад. Находилась на ул. Горького (бывшей Хлебниковской). Имамом мечети в 1898—1931 годах был выпускник Стамбульского университета Мухаммеджан Бегишев.
Четвёртая соборная мечеть (Давлеткильдеевская) — каменная мечеть, построена в 1870 году на средства купца М. Давлеткильдеева. Минарет частично сохранился, здание используется как подсобное помещение завода им. Кирова. Здание находится на ул. Попова (бывшая Степная).
Пятая соборная мечеть (Динмухаммедовская) — каменная мечеть, построена в 1851 году татарским купцом Дин-Мухаммедом Бичуриным. В 1938 году была закрыта и использовалась не по назначению, минарет был разобран. В 1998 году была возвращена татаро-башкирской религиозной общине, начаты реставрационные работы. В 2001 году был восстановлен минарет. В настоящее время является действующей мечетью и памятником архитектуры. Находится на ул. Советской (бывшей Банковской).

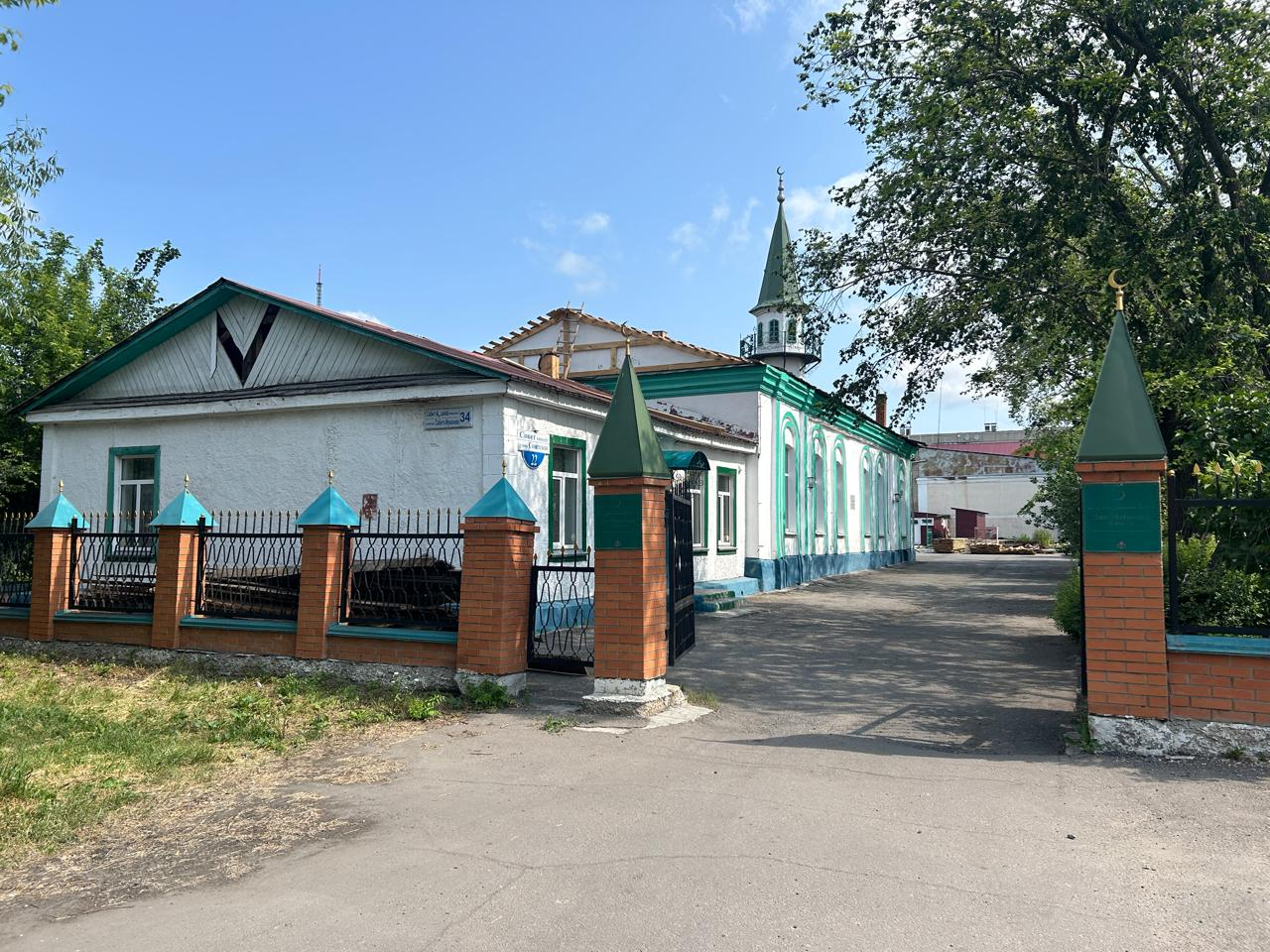
Мечеть Дин-Мухаммад

Шестая соборная мечеть (Янгуразовская) — каменная мечеть, построена в 1882 году на средства татарского купца Халита Янгуразова. В 1930-е годы была закрыта и использовалась не по назначению (пионерский клуб, ДЮСШ). В 1936 году был разобран минарет. В 1991 году возвращена верующим. При реконструкции в 1995 году прежний иглообразный минарет не был восстановлен. Мечеть находится на углу улиц Горького и Ульянова (бывших Хлебниковской и Думской).
Здания деревянных мечетей № 7, 8, 9 в советское время были снесены, а на их месте были возведены многоэтажные дома.
В 2005 году открыла свои двери центральная мечеть «Кызылжар» на 750 мест.
Христианство представлено тремя конфессиями: православием, католицизмом и протестантизмом.
К началу XX века в Петропавловске имелось семь православных церквей, построенных в разные годы:

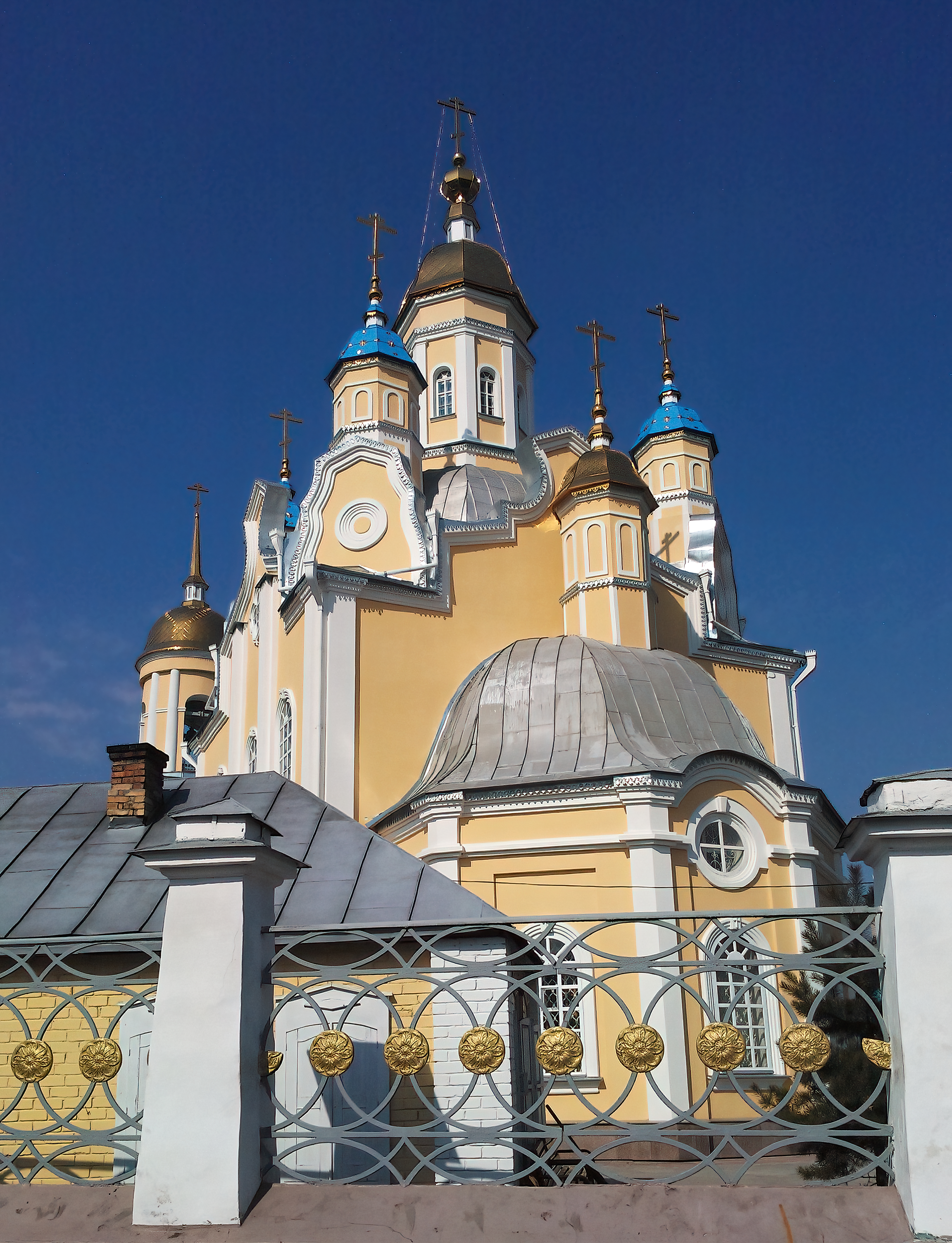
Петропавловский собор

Петропавловская крепостная (солдатская) церковь: деревянная (1766), каменная (1841) — утрачена (перестроена в цех завода изоляционных материалов).
Покровская казачья церковь (1803—1822) — ныне Собор Святых Апостолов Петра и Павла.
Васильевская Старокладбищенская церковь (1847—1851) — утрачена.
Вознесенский кафедральный собор (1865—1870) — снесён в 1937 году, сейчас на месте собора расположено здание областного русского драматического театра имени Н. Погодина.
Покровская Тюремная церковь (1887) — утрачена.
Всехсвятская Новокладбищенская церковь (1890—1894) — ныне Храм Всех Святых.
Мариинская железнодорожная церковь (1899—1900) — снесена в середине 1970-х годов.
В период независимости в городе построен Храм Вознесения Господня (2005) в память о разрушенном в советские годы Вознесенском соборе.
Католичество на территории города Петропавловска берёт своё начало с XIX века и представлено двумя храмами римско-католического прихода «Святой Троицы»:
- Храм Пресвятого Сердца Иисуса (1911—1912) построен на средства потомков ссыльных поляков и немцев;
- Храм Божьего Милосердия (2000).

## Культура

### Театры
- Казахский музыкально-драматический театр имени С. Муканова

Театр носит имя казахского писателя Сабита Муканова. Спектакли идут на казахском языке. Русскоязычным зрителям выдают наушники. Наушники включаются в подлокотник кресла в зале. Благодаря этому зритель может понимать речь казахскоговорящих актёров.
- Областной театр кукол

Работает с февраля 1991 года. Находится в здании на улице Васильева, 69. Помимо детских спектаклей раньше там показывали фильмы, проводили новогодние утренники.
- Областной русский драматический театр имени Николая Погодина

Театр с 1986 года носит имя советского драматурга, лауреата Ленинской премии Н. Ф. Погодина. На сцене играют спектакли для детей (утром) и взрослых (вечером). В рамках театра работает театральная студия для молодых актёров.

### Музеи

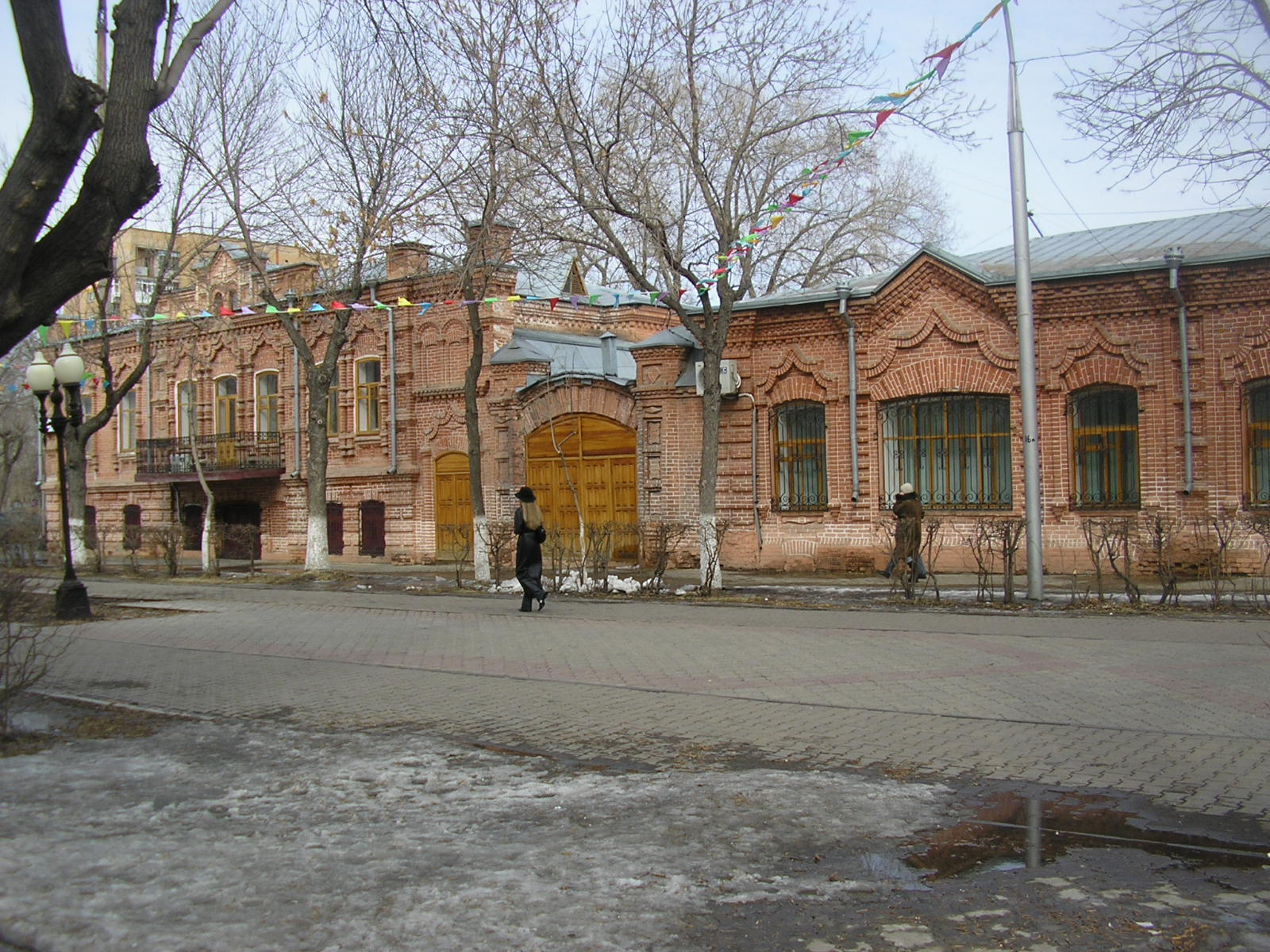
Северо-Казахстанский областной историко-краеведческий музей

- Северо-Казахстанский областной историко-краеведческий музей

Открыт в 1924 году. В холле музея висит большая карта СКО — на всю стену. В музее можно увидеть предметы древности и современности. Очень богато представлена флора и фауна СКО на первом этаже в виде чучел животных на фоне их естественного места обитания.
Есть военные предметы, юрта, казахская национальная одежда, отдел, посвящённый президенту Н. Назарбаеву.
- Северо-Казахстанский областной музей изобразительных искусств

Открыт в 1989 году. В музее есть постоянные экспозиции, иногда проводятся выставки. Например, выставки художника Крестникова, детских рисунков.

### Северо-Казахстанская областная филармония
Открыта в 1965 году на базе концертно-эстрадного бюро городского Дворца культуры.

### Памятники
Памятник воину-освободителю

## Транспорт
Петропавловский автобус насчитывает более 25 внутригородских маршрутов. С 1971 по 2014 годы работал Петропавловский троллейбус. 
Стоимость проезда на общественном транспорте по состоянию на июль 2024 г.— 100 тенге

Имеется железнодорожная станция и пограничный пункт пропуска Россия — Казахстан «Петропавловск».

Петропавловский автовокзал

## СМИ

### Газеты
1. Областная рекламно-информационная газета «Информ-Вест +»;
2. Областная общественно-политическая газета «Северный Казахстан» (госзаказ акимата СКО на русском языке);
3. Областная общественно-политическая газета «Солтүстік Қазақстан» (госзаказ акимата СКО);
4. Городская общественно-политическая газета «Қызылжар нұры» (госзаказ акимата города);
5. Городская общественно-политическая газета «Проспект СК» (госзаказ акимата города);
6. Городская общественно-политическая газета «Добрый вечер»;
7. Областная общественно-политическая газета «Неделя СК»;
8. Областная общественно-политическая газета «Всё будет хорошо!»;
9. Областная рекламно-информационная газета «Петропавловск NEWS»;
10. Городская рекламно-информационная, общественно-политическая газета «Квартал Петропавловск»;
11. Областной журнал «Мой город»;
12. Областной литературный журнал «Мағжан»;
13. Областной историко-краеведческий журнал «Провинция».

## Спорт
- Футбольный клуб «Кызылжар» (до 2009 года — «Есиль-Богатырь») выступает в высшей лиге Казахстана.
- Хоккейный клуб «Кулагер» выступает в Чемпионате Казахстана по хоккею.
- Северо-Казахстанская федерация карате (клуб «Намыс»).
- Клуб исторического средневекового боя «Байард-Легион».
- Волейбольный женский клуб «Куаныш».

## Главы города
| 1. Рузаев Фёдор Тимофеевич (1929—1930 гг.) 2. Зубков Андрей Степанович (1930 г.) 3. Израйлович Артур Павлович (1930—1932 гг.) 4. Золотов* (1932 г.) 5. Варламов Пётр Иванович (1932—1933 гг.) 6. Ильичев Александр Васильевич (1933—1934 гг.) 7. Коротков Григорий Георгиевич (1934—1935 гг.) 8. Целых Федор Павлович (1935—1937 гг.) 9. Шеренгин, Иван Григорьевич (1938—1940 гг.) 10. Дегтяренко Иван Петрович (1943—1944 гг.) 11. Суриков Вениамин Васильевич (1944—1947 гг.) 12. Поцелуев Андрей Сидорович (1948—1953 гг.) 13. Полипов, Иван Петрович (1953—1963 гг.) 14. Яков, Михаил Степанович (1963—1964 гг.) 15. Машкунов, Вениамин Иванович (1964—1966 гг.) 16. Мухамед-Рахимов, Тауфик Галеевич (1966—1970 гг.) 17. Шакиров, Галим Шакирович (1971—1973 гг.) 18. Давыдов, Иван Иванович (политик) (1973—1980 гг.) 19. Липовой, Александр Егорович (1980—1988 гг.) 20. Дядин, Алик Мамедович (1989—1991 гг.) | 1. Потапов Алексей Григорьевич (1932—1933 гг.) 2. Абрамов Григорий Игнатьевич (1934—1935 гг.) 3. Рубан Григорий Андреевич (1935—1936 гг.) 4. Хасанов Шайхутдин (1936—1938 гг.) 5. Цимбал Ефим Васильевич (1938—1941 гг.) 6. Дегтяренко Иван Петрович (1941—1942 гг.) 7. Порфирьев Владимир Иванович (1942—1946 гг.) 8. Цимбал Ефим Васильевич (1947—1950 гг.) 9. Макаров Анатолий Арефьевич (1950—1951 гг.) 10. Савин Михаил Алексеевич (1951—1954 гг.) 11. Вотяков Михаил Васильевич (1954—1957 гг.) 12. Чернышов, Александр Иванович (1957—1963 гг.) 13. Мухамед-Рахимов, Тауфик Галеевич (1963—1964 гг.) 14. Стрик, Иван Мефодиевич (1964—1974 гг.) 15. Липовой, Александр Егорович (1974—1976 гг.) 16. Ищенко, Михаил Семёнович (1976—1988 гг.) 17. Казимиров, Валерий Иванович (1988—1990 гг.) 18. Кухарь, Григорий Васильевич (1990—1992 гг.) | 1. Кухарь, Григорий Васильевич (1990—1993 гг.) 1. Ходеев, Петр Филиппович (1993 год — 4 сентября 2001 года) 2. Никандров, Владимир Петрович (10 сентября 2001 года — ноябрь 2008 года) 3. Нуракаев, Ерик Есимович (ноябрь 2008 года — октябрь 2009 года) 4. Ашимбетов, Нуржан Кемерович (октябрь 2009 года — 1 февраля 2012 года) 5. Жумабеков, Булат Серикович (1 февраля 2012 года — 6 мая 2013 года) 6. Закарьянов, Тулеген Кабыкенович (май 2013 года — 1 октября 2014 года) 7. Тасмаганбетов, Марат Иманбаевич (11 октября 2014 года — 20 марта 2019 года) 8. Жумабеков Булат Серикович (12 апреля 2019 года — 22 июня 2022) 9. Анбаев, Руслан Акимжанович (с 5 августа 2022 года) |

## Города-побратимы
- Челябинск (Россия)
- Омск (Россия) (с 2025)